# کیم بو را
کیم بو را (کره‌ای: 김보라؛ زادهٔ ۲۸ سپتامبر ۱۹۹۵) بازیگر اهل کره جنوبی است. او به خاطر ایفای نقش در مجموعه تلویزیونی قلعه آسمان (۲۰۱۸) شناخته شد.
او حرفه خود را به عنوان بازیگر کودک در فیلم For Horowitz (۲۰۰۶) آغاز کرد.

## فیلم‌شناسی

### مجموعه تلویزیونی
| سال       | عنوان                                                | نقش                 | توضیحات                        | منابع         |
| --------- | ---------------------------------------------------- | ------------------- | ------------------------------ | ------------- |
| ۲۰۰۵      | ازدواج                                               | جوانی لی سه نا      |                                |               |
| ۲۰۰۶      | خواهران معروف چیل                                    | گو سول بی           |                                | [ ۸ ]         |
| ۲۰۰۶      | وقتی می‌توانی مرا دوست بدار                           | ها یو می            |                                |               |
| ۲۰۰۷      | لبخند پنیر کیمچی                                     | جوانی شین یون جی    |                                |               |
| ۲۰۰۸      | خواهر رقت‌انگیز من                                    | جی یون              |                                |               |
| ۲۰۱۰      | جنگل ماهی ۲                                          | یون گونگ جی         |                                | [ ۹ ]         |
| ۲۰۱۱      | رویال فمیلی                                          | جوانی کیم این سوک   |                                | [ ۱۰ ]        |
| ۲۰۱۱      | بوی یک زن                                            | جوانی لی یون جه     |                                |               |
| ۲۰۱۱      | دادستان خون‌آشام ۱                                    | یون جی              | حضور افتخاری (قسمت ۱۲)         |               |
| ۲۰۱۲      | کیک زشت                                              | سو یو مین           |                                | [ ۱۱ ]        |
| ۲۰۱۲      | دخترم سویونگ                                         | جوانی لی یون هی     |                                |               |
| ۲۰۱۳      | خورشید ارباب                                         | ها یو جین           | حضور افتخاری (قسمت ۲)          | [ ۱۲ ]        |
| ۲۰۱۳      | عشق در کیفش                                          | جوانی اون جونگ سو   |                                | [ ۱۳ ]        |
| ۲۰۱۳–۲۰۱۴ | پسر زیبا                                             | کی جی               |                                | [ ۱۴ ]        |
| ۲۰۱۴      | باغ مادر                                             | کیم سو آه           |                                | [ ۱۵ ]        |
| ۲۰۱۴      | از دیوارهای آسمان برو بالا                           | یو جین              |                                | [ ۱۶ ]        |
| ۲۰۱۴      | اس. او.اس. (Strawberry On the Shortcake) - نجاتم بده | جونگ یو یی          |                                | [ ۱۷ ]        |
| ۲۰۱۴      | Bland You                                            | بو را               |                                | [ ۱۸ ]        |
| ۲۰۱۵      | تو کیستی: مدرسه ۲۰۱۵                                 | سو یونگ اون         |                                | [ ۱۹ ]        |
| ۲۰۱۵      | وسوسه فریبنده                                        | جوانی کانگ ایل جو   |                                | [ ۲۰ ]        |
| ۲۰۱۶      | وب‌تون هیرو توندرا شو - فلاور فمیلی                   | دوک‌گو اوک سه        |                                | [ ۲۱ ]        |
| ۲۰۱۷      | پادشاه عاشق                                          | جوانی پرنسس وون‌سونگ |                                | [ ۲۲ ]        |
| ۲۰۱۷      | باشگاه انتقام جویان                                  | بک سو یون           |                                | [ ۲۳ ]        |
| ۲۰۱۸–۲۰۱۹ | قلعه آسمان                                           | کیم هه نا           |                                | [ ۲۴ ]        |
| ۲۰۱۹      | گاست‌درلا                                             | مین آه              |                                | [ ۲۵ ] [ ۲۶ ] |
| ۲۰۱۹      | زندگی خصوصی او                                       | سیندی / کیم هیو جین |                                | [ ۲۷ ]        |
| ۲۰۲۰      | تاچ                                                  | هان سو یون          |                                | [ ۲۸ ]        |
| ۲۰۲۰      | اس‌اف۸                                                | جو آن               | قسمت: «کهکشان جو آن»           | [ ۲۹ ]        |
| ۲۰۲۰      | درامای ویژه کی‌بی‌اس                                   | هونگ جو             | قسمت: «در حالی که تو دور هستی» | [ ۳۰ ]        |
| ۲۰۲۱      | عضوی از صحنه عاشقانه                                 | دو آه               | قسمت: «صحنه عاشقانه #۲۳»       | [ ۳۱ ]        |